# Гозекське коло

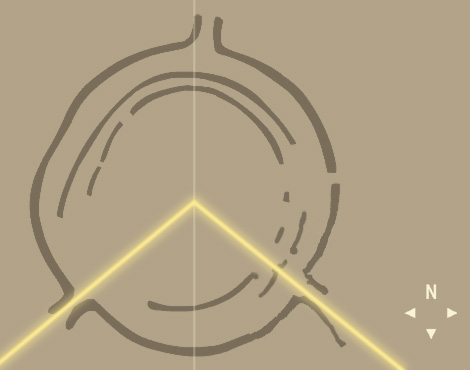
План Гозекського кола. Жовті лінії позначають напрямок сходу і заходу сонця під час зимового сонцестояння, а вертикальна лінія - астрономічний меридіан.

Гозекське коло - неолітична споруда в Гозеку, округ Бургенландкрайс, земля Саксонія-Ангальт, Німеччина. Складається з кількох концентричних ровів діаметром 75 метрів і двох палісадних кілець з воротами в певних місцях. В наш час[коли?] Гозекське коло вважається найдавнішою відомою у світі сонячною обсерваторією епохи неоліту і бронзи. Перші повідомлення про Гозекське коло опубліковані в серпні 2003 року. Німецькі журналісти охрестили це місце «Німецьким Стоунхенджем», хоча використання слова «хендж» навряд чи коректно за межами Британії. Відноситься до археологічної культури накольчатої кераміки.

## Відкриття
Вперше коло було виявлене в 1991 р. в ході дослідження місцевості з літака, коли на тлі пшеничного поля був виявлений цілий силует. Розкопки почали Франсуа Берта ( en: Francois Bertemes) і Петер Біль ( en: Peter Biehl) з Університету Галле-Віттенберга в 2002 році. При зіставленні з даними GPS археологи виявили, що два південних проходи відзначають настання літнього та зимового сонцестояння.

## Контекст
Гозекське коло відноситься до більш ніж 250 відомих доісторичних кільцевих канав в Німеччині, Австрії та Хорватії, виявлених шляхом спостереження з повітря. Археологи досліджували лише близько 10 % з них. Схожим, але пізнішим, прикладом є Голоринг у Кобленці.

## Опис
Залишки первісної конфігурації свідчать про те, що Гозекське коло спочатку складалося з 4 концентричних кіл, кургана, рову і двох дерев'яних палісадів. У палісаду було троє воріт, спрямованих на південний схід, південний захід і північ. Під час зимового сонцестояння спостерігачі в центрі могли бачити схід і захід сонця через південно-східні і південно-західні ворота відповідно. Осколки кераміки, знайдені в околицях кола, вказують на те, що воно було споруджено близько 4900 р. до н.е. На кераміці відзначаються два види лінійних візерунків, характерних для того періоду.
Гозекське коло було створене представниками культури накольчатої кераміки. Більшість археологів згодні, що Гозекське коло використовувалося для астрономічних спостережень, а саме для складання місячного календаря.

## Інші знахідки
При розкопках також виявлені сліди вогнищ, кістки людей і тварин, а поблизу південно-східних воріт - обезголовлений скелет, можливо, результат жертвопринесення.
Слідів пожеж або інших руйнувань не виявлено, причини того, чому коло було покинуте, невідомі. Пізніші мешканці цих місць спорудили захисний рів навколо старих канав.

## Деталі споруди

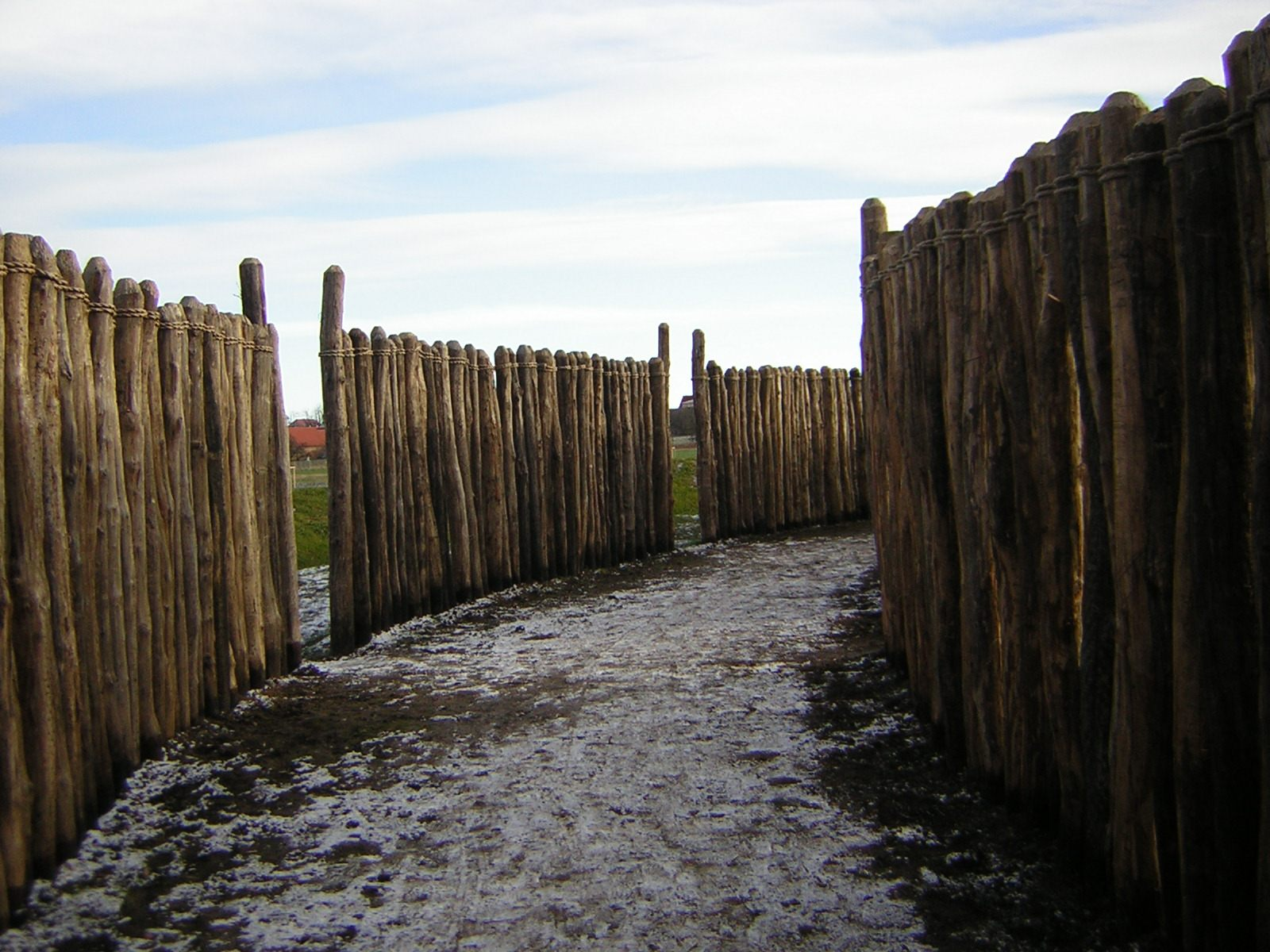
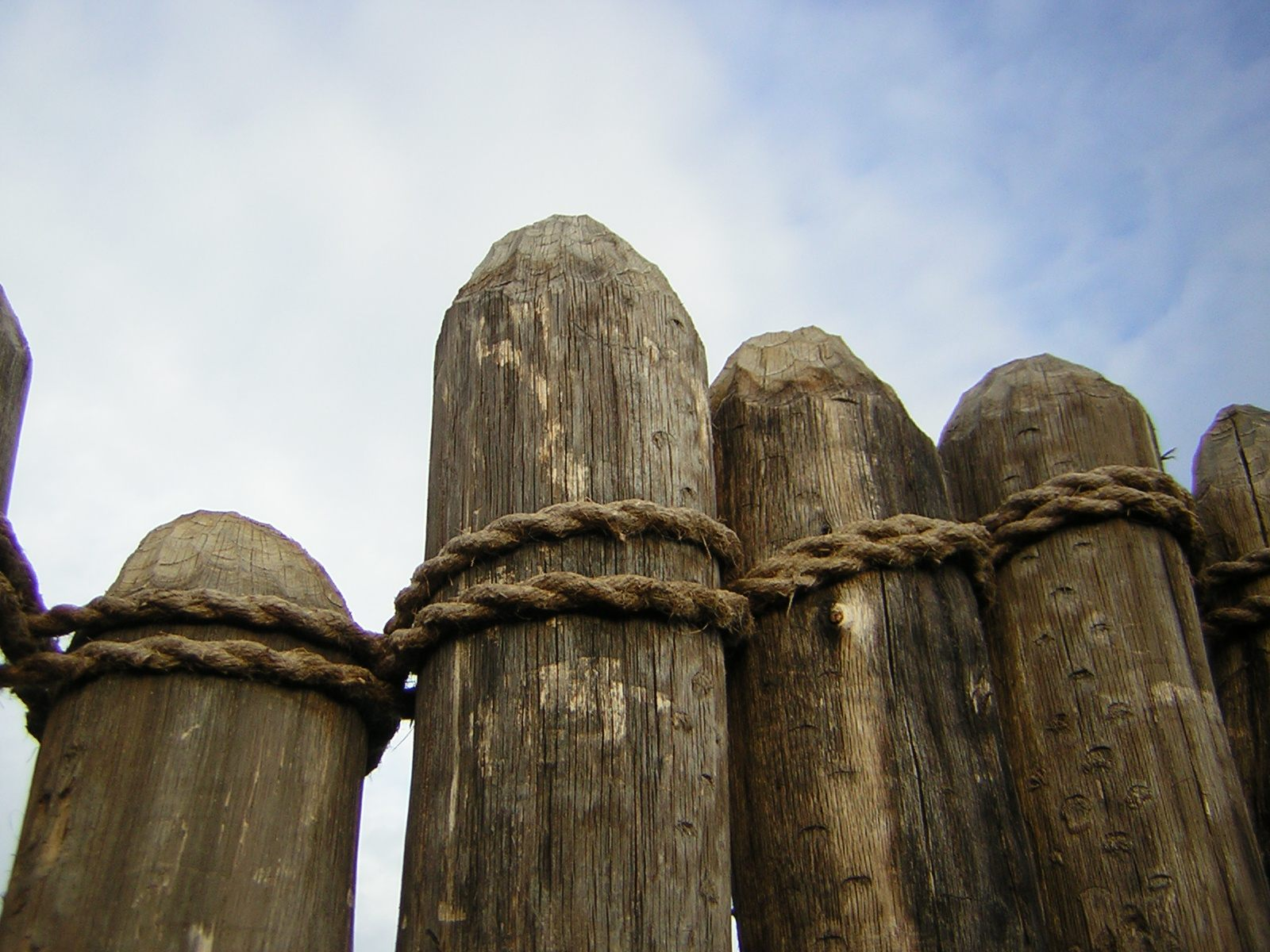
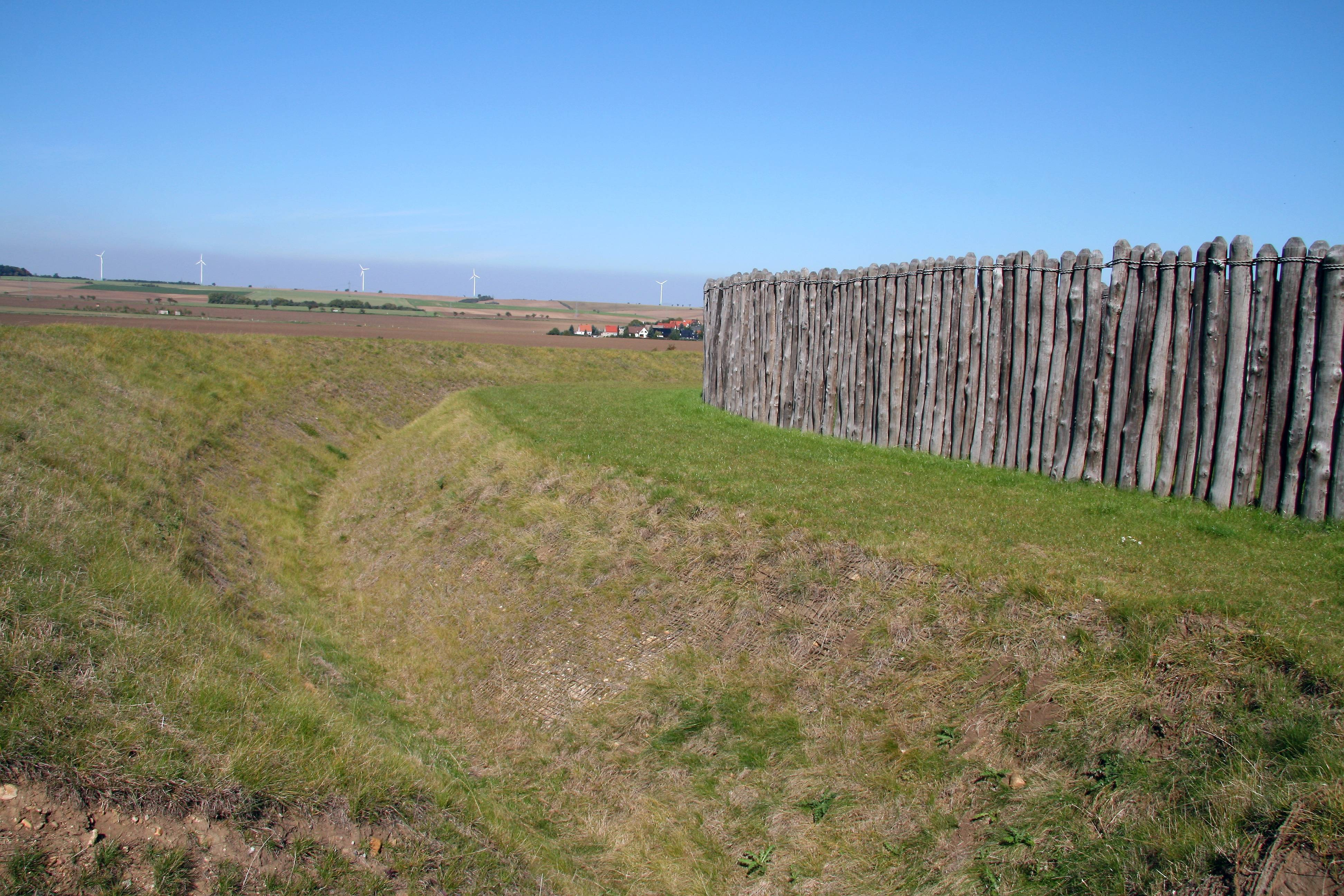
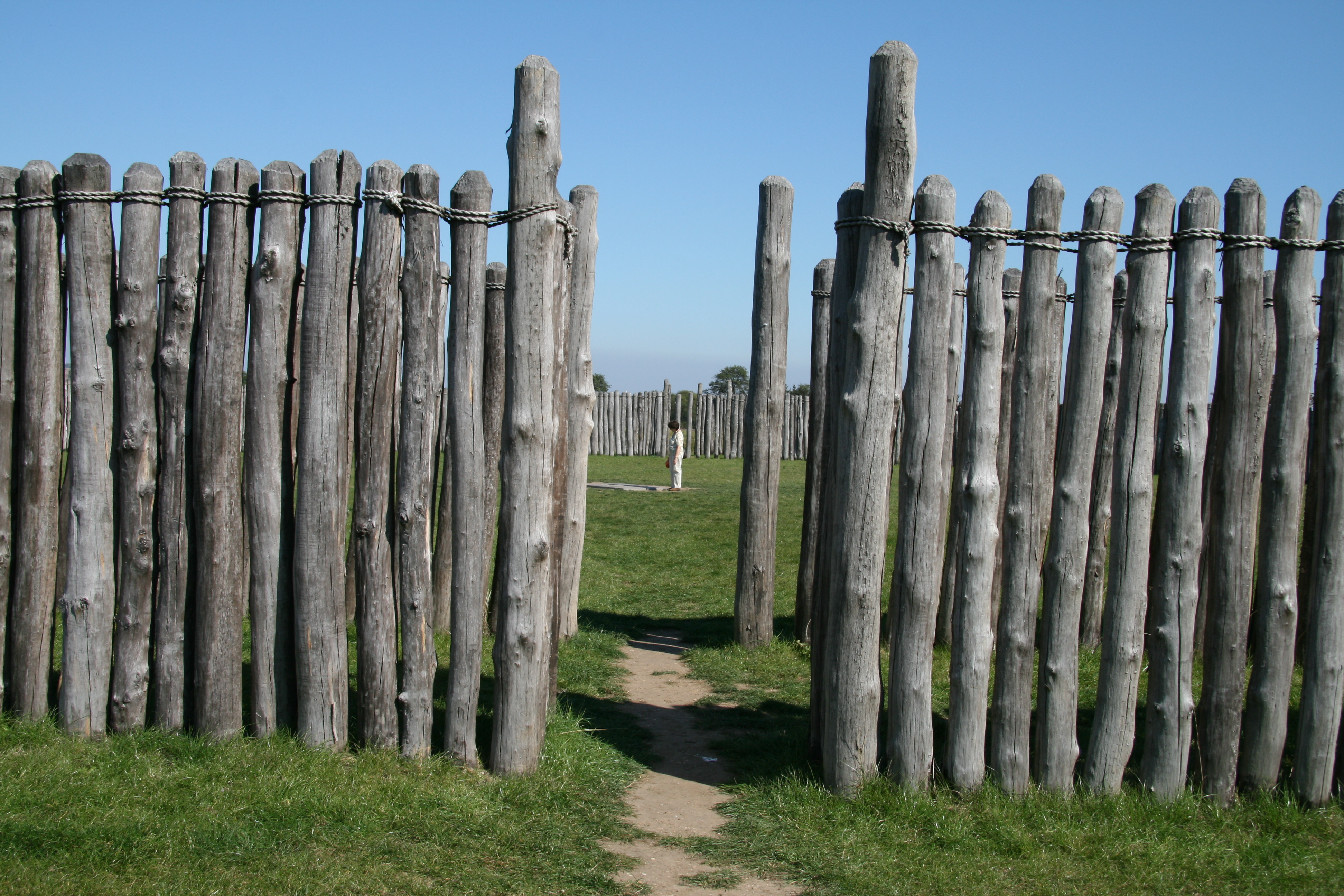